# کارولین ماتیلدا بریتانیا
کارولین ماتیلدا بریتانیا (به انگلیسی: Caroline Matilda of Great Britain) (۲۲ ژوئیه ۱۷۵۱ – ۱۰ مه ۱۷۷۵) ملکه دانمارک و نروژ از ۱۷۶۶ تا ۱۷۷۲ بود. او کوچک‌ترین فرزند فردریک، شاهزاده ولز و خواهر جرج سوم پادشاه بریتانیا بود. او در سال ۱۷۶۶ با پسر عمه خود کریستیان هفتم پادشاه دانمارک و نروژ ازدواج کرد.